# Андреа Пизани
Андреа Пизани (на италиански: Andrea Pisani) е италиански футболист, играещ като централен защитник за втородивизионния Читадела под наем от Ювентус.
Прогресира през юношеските отбори на „Старата госпожа“, но не успява да се наложи в представителния отбор.